# Lonesome Luke, Mechanic
Lonesome Luke, Mechanic é um curta-metragem norte-americano de 1917, do gênero comédia, estrelado por Harold Lloyd.

## Elenco

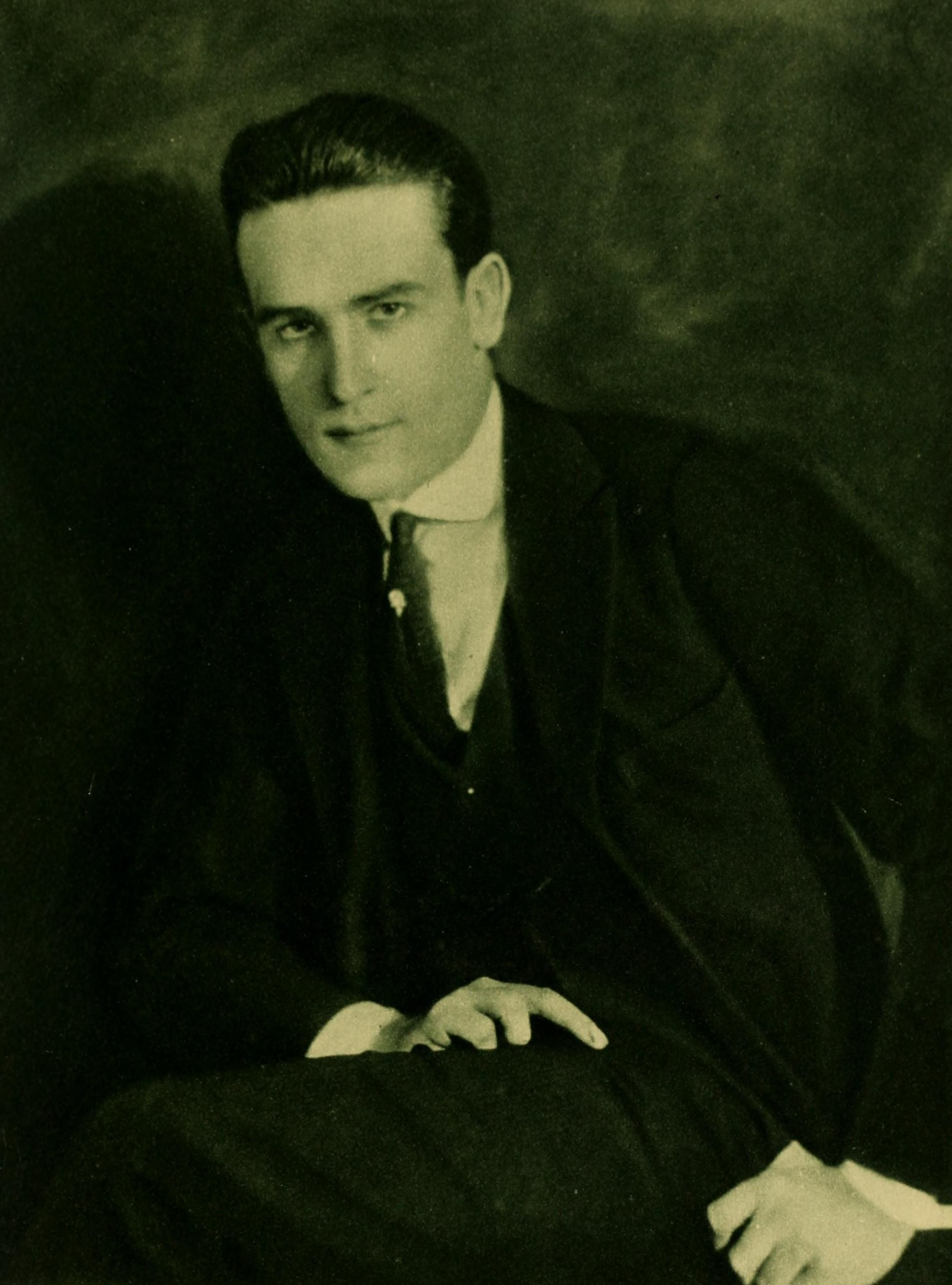
Harold Lloyd

- Harold Lloyd - Lonesome Luke
- Snub Pollard
- Bebe Daniels
- Arthur Mumas
- Sammy Brooks
- W.L. Adams
- Bud Jamison
- Sidney De Gray
- Lottie Case
- May Ballard
- Gus Leonard
- Harvey L. Kinney
- Elmer Ballard
- Estelle Harrison
- Dorothea Wolbert
- Marie Mosquini